# Refinaria de Mataripe
A Refinaria de Mataripe é uma refinaria de petróleo localizada no município de São Francisco do Conde, no estado da Bahia, Brasil. Acessada pelo quilômetro 4 da rodovia BA-523, em Mataripe (distrito de S. F. do Conde), pertence à Mubadala Investment Company, que criou a empresa Acelen para a administração da refinaria.
Possui capacidade instalada para 323 mil barris/dia (51.352 m³), sendo a segunda em capacidade instalada no País depois da Refinaria de Paulínia (Replan), da Petrobras. Até a transferência para a Mubadala, chamava-se Refinaria Landulpho Alves (RLAM).
Sua área é de 6,4 quilômetros quadrados e é responsável pela contribuição em impostos de 750 milhões de reais por ano (ICMS) (80% da arrecadação de São Francisco do Conde), além de empregar inúmeros trabalhadores direta e indiretamente, o que faz da cidade uma das mais ricas por PIB per capita.
Seus principais produtos refinados são propano, propeno, iso-butano, gás liquefeito de petróleo (GLP), diesel,  gasolina, nafta petroquímica, querosene, querosene de aviação, parafinas e n-parafinas, lubrificantes, óleos combustíveis e asfaltos.

## História
A primeira refinaria nacional de petróleo, a Refinaria Nacional do Petróleo ou Refinaria de Mataripe começou a ser construída em 1949 e, com funcionamento iniciado em 17 de setembro de 1950, está diretamente ligada à descoberta dos primeiros poços de petróleo no País, precisamente no Recôncavo Baiano (onde se deu a primeira acumulação comercial de petróleo em Candeias). Sua construção e operação formou uma classe operária egressa do trabalho com a pesca e a agricultura e inaugurou um novo ciclo econômico, com a atividade industrial do refino virando a página da até então reinante agroindústria da cana-de-açúcar.

### Incorporação à Petrobrás (1953–2021)
Com a criação da Petrobras, em 1953, a refinaria foi incorporada ao patrimônio da companhia, passando a chamar-se quatro anos depois Refinaria Landulpho Alves-Mataripe, em homenagem ao engenheiro e político baiano que muito lutou pela causa do petróleo no País. Como interventor do Estado Novo na Bahia, Landulfo Alves pleiteava desde 1938 a construção de uma refinaria em território baiano, o que só foi autorizado pelo governo federal em 1946. Em consequência da nova refinaria, a Bahia se manteve como principal estado produtor por quase três décadas e chegou a ser responsável por produzir cerca de 30% da demanda do Brasil.
Em março de 2006, a então RLAM alcançou um novo recorde de processamento de petróleo, com 1 348 225 m³ de carga, o que equivale a uma média diária de 43 491 m³ (273 550 barris). Até então, o melhor desempenho mensal da refinaria havia sido registrado em agosto de 2005, com a marca de 1 292 153 m³, equivalente a uma média de 41 682 m³/dia (262 172 barris/dia). Mais adiante, em outubro de 2014, foram registrados novos recordes: carga total processada de 51 mil m³/dia, 1% superior ao recorde anterior, de 50,4 mil m³/dia em junho e a produção de diesel de 563 mil m³, 5% superior ao recorde anterior de 536 mil m³, alcançado em janeiro.

### Privatização
Em 24 de março de 2021, o conselho da Petrobras aprovou a venda da RLAM para a Mubadala Capital pelo valor de US$ 1,65 bi.

## Operação e estrutura
- 31 tipos de produtos refinados
- 26 unidades de processos
- 201 tanques de armazenamento
- 18 esferas de armazenamento

## Principais mercados atendidos
Os principais mercados atendidos são os estados da Bahia e Sergipe, além de outras partes do Norte e Nordeste, além de exportações para os Estados Unidos, Argentina e países da Europa.